# Stig Baatz
Stig Torsten Baatz, född 21 november 1930 i Borås, död 16 oktober 2009, var en svensk arkitekt.
Baatz, som var son till ingenjör Torsten Baatz och Karin Svensson, avlade studentexamen i Västerås 1949 och utexaminerades från Kungliga Tekniska högskolan 1957. Han blev vikarierande ritkontorschef vid Byggnads- och stadsplanebyrån AB i Stockholm 1955 och anställd hos arkitekt Ragnar Westrin i Stockholm från 1960. Han var även lärare i byggnadsutformning vid Täby tekniska aftonskola från 1961.